# Serge Branco
Serge Branco, né le 11 octobre 1980 à Douala, est un footballeur international camerounais. Il fait partie de l'Équipe du Cameroun de football victorieuse lors des Jeux olympiques d'été de 2000 à Sydney.
Après être passé par le centre de formation des Brasseries du Cameroun où il évoluait avec Samuel Eto'o, Salomon Olembe ou encore Pierre Womé, à son arrivée en Europe à 17 ans, il signe au Croatia Berlin, puis à l'Eintracht Braunschweig. 
Après sa médaille d'or aux Jeux olympiques d'été de 2000 de Sydney, il arrive à l'Eintracht Francfort, puis passe par le VfB Stuttgart, Leeds United, Queens Park Rangers, avant de partir en Russie où il joue pour Chinnik Iaroslav et Krylia Sovetov Samara. Victime d'injures racistes lors d'un match de championnat opposant Krylia Sovetov Samara à FK Khimki, il décide de quitter la Russie. 
Le 8 juillet 2008 il signe au MSV Duisburg un contrat d'un an. En août 2009, il signe pour le club grec de APO Levadiakos.

## Clubs
- 1998-2000 : Eintracht Braunschweig  Allemagne
- 2000-2003 : Eintracht Frankfurt  Allemagne
- 2003-2004 : VfB Stuttgart  Allemagne
- 2004-2005 : Leeds United  Angleterre
- 2004-2005 : Queens Park Rangers  Angleterre
- 2005-2006 : FK Chinnik Iaroslavl  Russie
- 2006-2008 : Krylia Sovetov Samara  Russie
- 2008-2009 : MSV Duisburg  Allemagne
- 2009-2010 : APO Levadiakos  Grèce
- 2010-2011 : Wisla Cracovie  Pologne

## Palmarès
- Champion olympique 2000 avec le Cameroun.
- Champion de Pologne : 2011